# Schloss Pompadour

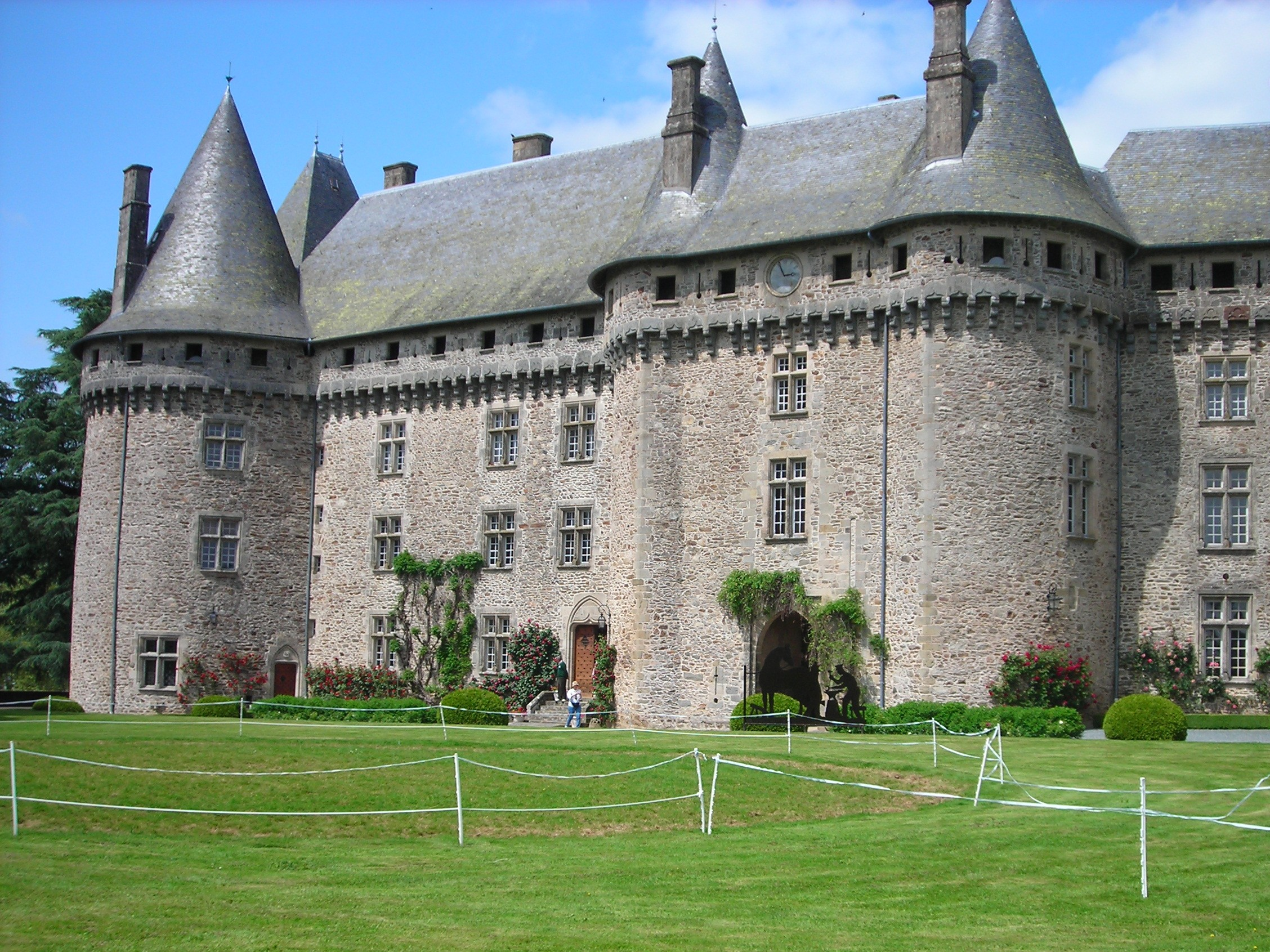
Schloss Pompadour

Das Schloss Pompadour ist ein Schloss in der französischen Gemeinde Arnac-Pompadour im Département Corrèze in der Region Nouvelle-Aquitaine.

## Allgemeines
Die ältesten Teile des Château de Pompadour gehen auf eine Burg der Vicomtes de Comborn aus dem 11. Jahrhundert zurück. Im 15. Jahrhundert zum Schloss umgebaut, wurden Gebäude und Gelände ab 1760 als Gestüt verwendet. Seit 1926 ist das Schloss als Monument historique geschützt. Heute wird das Gelände als Hippodrome de Pompadour wieder vorwiegend zu Zwecken des Reitsports genutzt.

## Geschichte

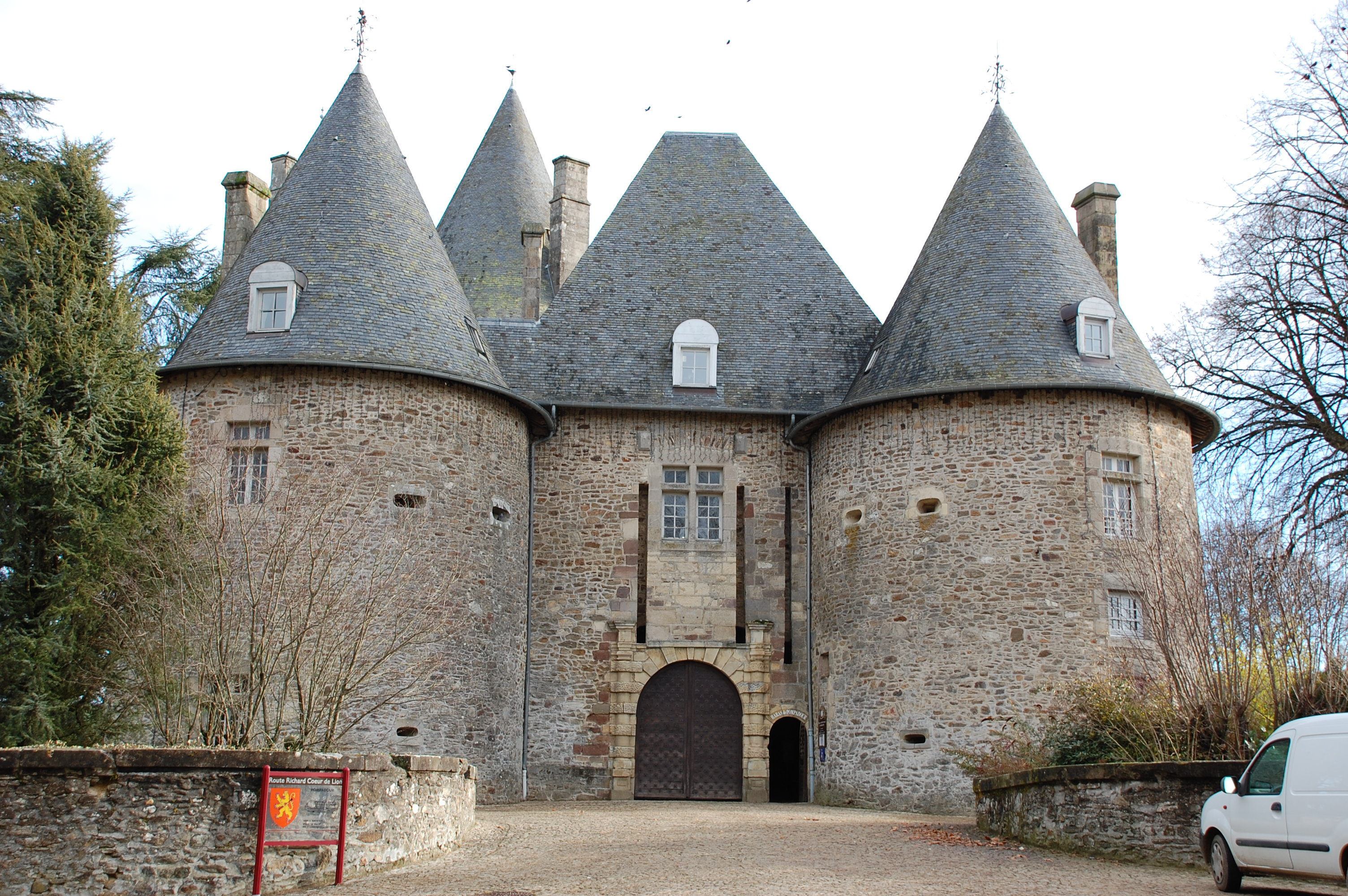
Haupteingang des Schlosses

Das Gebiet Arnac-Pompadour liegt auf einer alten galloromanischen Siedlung. Vom ursprünglichen Castrum des Guy de Lastours, Sire de Pompadour, erbaut um das Jahr 1000 auf einer strategischen Achse zwischen Brive und Limoges, blieben keine Reste. Die alte Festung, die von den örtlichen adeligen Herren begehrt wurde, widerstand seit 1026 zwar diversen Angriffen, wurde jedoch während der Unruhen nach dem Tod des Königs Richard Löwenherz im Burg Châlus-Chabrol im Jahre 1199 vollständig zerstört. Bis ins 13. Jahrhundert wurde die Herrschaft Pompadour als Coseigneurie geführt und unterstand so den Baronen von Pierre-Buffière und der Familie de Hélie (Vasallen des Vizegrafen von Limoges) mit Wohnsitz bei der nahegelegenen Burg Ségur. Letztere wurden durch geschickte Ehepolitik zum alleinigen Besitzer, kopierten das Wappen der Lastours, und nahmen in den Jahren um 1500 auch den Namen de Pompadour an. Im 15. Jahrhundert wurden die baulichen Überreste der einstigen Festung von Bischof Geoffroy Hélie de Pompadour zum Schloss ausgebaut.
Zwischen den verschwägerten Familien der Pierre-Buffière und Pompadour herrschte jahrhundertelang Rivalität, zurückgehend auf die Heiraten von Herren jeder der Familien mit jeweils einer letzten Erbin des mächtigen Hauses der Vicomtes de Comborn. Von da ab standen sich die Familien feindselig in Prozessen, Duellen und Schlachten (der Religionskriege und der Fronde) gegenüber. So wurde um 1567 François de Pierrebuffière-Châteauneuf, Marquis von Chamberet, vom Katholiken Jean de Pompadour in einem Duell getötet. 1590 veranstaltete der Anführer der Ligisten im Limousin, Vicomte Louis de Pompadour (Sohn des Geoffroy de Pompadour und der Suzanne de Pérusse des Cars) nach einem Sieg über ein von Graf Ventadour kommandiertes royalistisches Regiment des Gouverneurs des Limousin, Abel de Pierre-Buffière, bei La Béchadie einen Triumphzug am Schloss Pompadour, bei dem er die erbeuteten Trophäen (einschließlich der damals legendären schweren Feldschlange La Marsale) präsentierte.
Die Herrschaft Pompadour wurde 1614 zum Marquisat erhoben. Später, nach dem Aussterben der Familie Pompadour, wurde das Schloss unter Leitung des Architekten François Savart umgebaut, was König Louis XV seiner Mätresse, der Madame de Pompadour, im Jahr 1745 angeboten hatte.

## Haras national de Pompadour

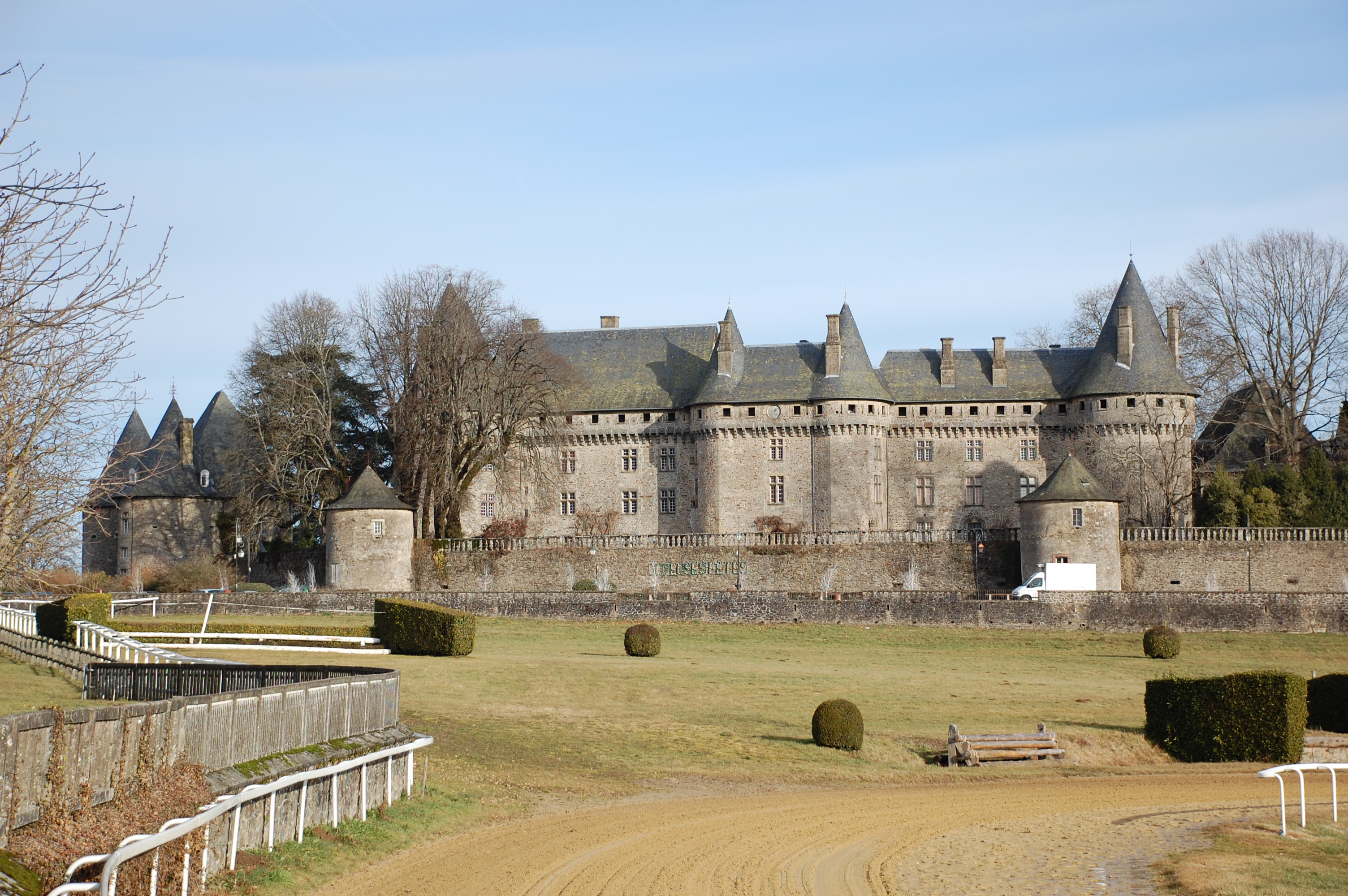
Hippodrome d'Arnac-Pompadour, Frankreich, 2008

Madame de Pompadour lebte aber nicht in dem Schloss, weswegen man der Errichtung einer Pferdezucht den Vorzug gab und 1760 das Gestüt Pompadour (Haras de Pompadour) gründete. Das Schloss wurde als Heim für das Personal genutzt.
Das Marquisat Pompadour wurde 1761 von Étienne-François de Choiseul durch Kauf erworben, bevor 1763 der Finanzkontrolleur Bertin das Gestüt um die Jumenterie erweiterte. 1785 wurde die Orangerie abgebaut und dafür ein großer Stall für 24 Pferde errichtet. 1768 wurde das Anwesen zu einer königlichen Domäne und umfasste insgesamt 73 Pferde. Das Schloss wurde bald nicht mehr unterhalten und nur der Südflügel blieb 1790 bewohnbar. Nach weitgehender Zerstörung 1793, sind nur noch Teile der südlichen Gebäude und das Châtelet übriggeblieben.
Unter dem Konsulat wurde das Gestüt an den Staat abgetreten und zum nationalen Gestüt. 1837 wurde ein weiterer Stall für 26 Pferde erbaut. 1843 wurde dort eine neue Warmblutrasse, die Anglo-Araber gezüchtet. Das Schloss überstand knapp einen größeren Brand im 19. Jahrhundert.
Das Schloss beherbergte von 1870 bis 2004 die Verwaltung der französischen Haras Nationaux (Nationalgestüte). Es beherbergt heute eine Pferderennbahn, das „Hippodrome d’Arnac-Pompadour“ und ein Pfedersportzentrum mit Geländestrecke für die Vielseitigkeit, das als Veranstaltungsort für Turniere dient.